# Untitled
"Untitled" er en sang skrevet af Billy Corgan og indspillet af Smashing Pumpkins. Sangen blev udgivet som single i forbindelse med udgivelsen af Greatest Hits-pladen Rotten Apples i november 2001. En liveoptagelse blev også inkluderet på live-dvd'en If All Goes Wrong i 2008. 
Singlen blev udgivet på cd d. 5. november 2001, og selv om dette var den første officielle udgivelse af sangen, havde den været til fri downloadning på bandets hjemmeside i næsten et år på dette tidspunkt. "Untitled" blev indspillet i november 2000 af bandets tre tilbageværende originale medlemmer – Billy Corgan (sang og guitar), James Iha (guitar og bas) og Jimmy Chamberlin (trommer). De var gået i studiet en sidste gang for at indspille et sidste nummer. Sangen blev d. 29. november 2000 spillet i radioen første gang i forbindelse med bandets sidste koncerter i Chicago, USA, og senere kunne man downloade den fra bandets officielle hjemmeside.
Hverken D'Arcy Wretzky eller bandets turnérende bassist Melissa Auf der Maur var med til indspilningen af "Untitled". Det var derfor James Iha, som spillede basstykket i denne sang, selv om man kan se Billy Corgan arbejde med en bas i musikvideoen, der er fra optagelsen af sangen.

## B-sider
- "Try" (alt. version)
- "Age of Innocence" (early version)

Begge sange er skrevet af Billy Corgan og er outtakes fra indspilningerne til MACHINA/The Machines of God.

## Musikvideo
Der blev lavet to musikvideoer til "Untitled". Den første var en blanding af forskellige optagelser gennem bandets karriere fra 1988 til 2000 og blev vist på tv i løbet af sommmeren 2001. Den anden blev udgivet på bandets Greatest Hits Video Collection i november 2001 sammen med bandets andre videoer. Denne indeholder optagelser af indspilningerne af "Untitled" året forinden. Musikvideoen blev instrueret af Bart Lipton og Mark Imgrund. 

## Live
Da "Untitled" blev skrevet og indspillet blot et par uger inden Smashing Pumpkins spillede deres afskedskoncert d. 2. december 2000, nåede bandet ikke at spille sangen live. Men i 2007 blev bandet genoplivet og ved den første Smashing Pumpkins-koncert i næsten syv år, spillede bandet "Untitled" som et af ekstranumrene og fik dermed debuteret sangen live. Siden har bandet haft sangen med på sætlisterne indimellem, og en liveoptagelse af "Untitled" fra sommeren 2007 blev endda inkluderet på live-dvd'en If All Goes Wrong, der blev udgivet d. 11. november 2008.